# Amalienau (Królewiec)
Amalienau – dawna dzielnica willowa w zachodniej części Królewca, obecnie wchodzi w skład administracyjnych dzielnic Królewca Centralnyj Rajon (ru: Центральный район) i Oktjabrskij Rajon (ru: Октябрский район).

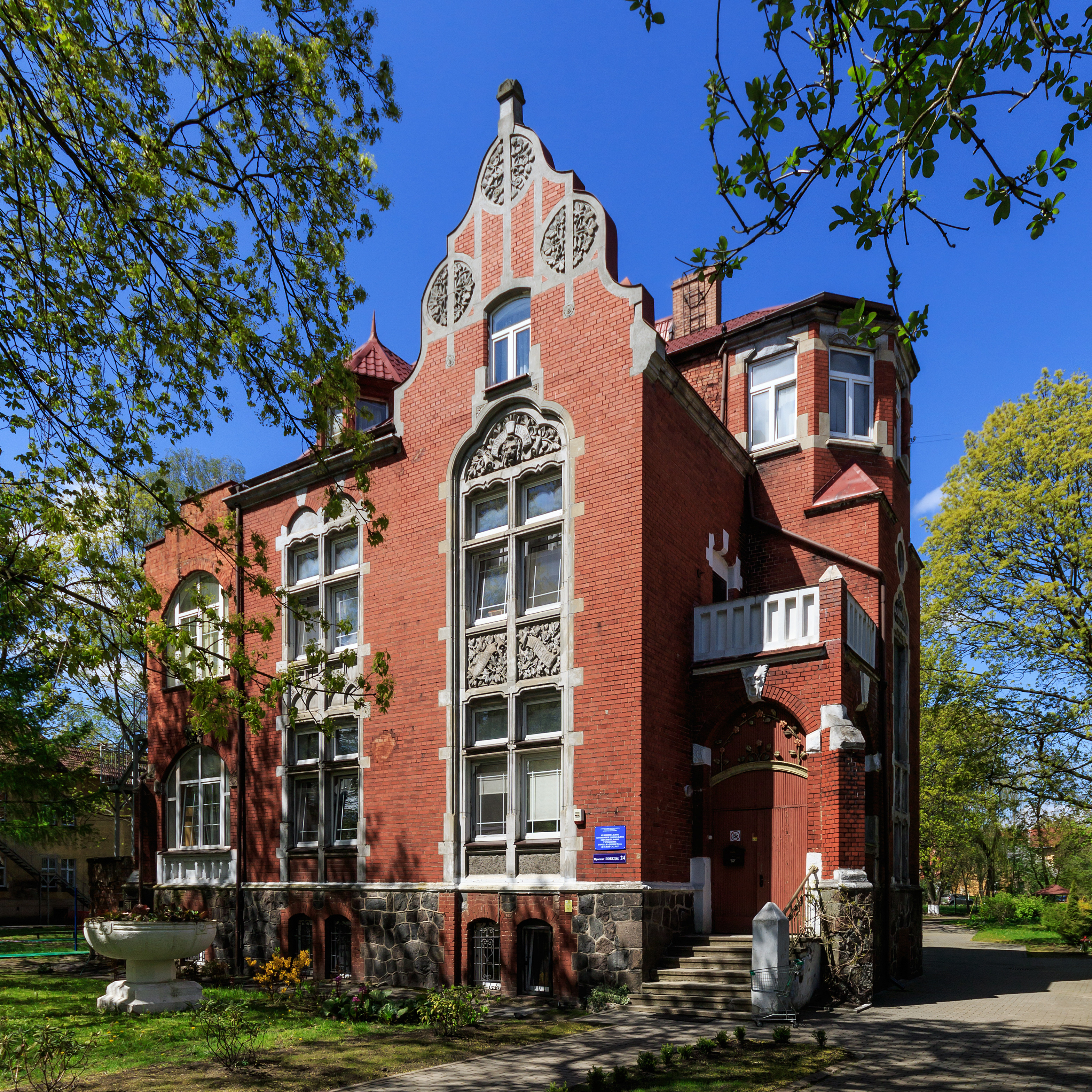
Villa Schmidt z 1903 r.

Wyodrębniona z obszaru Hufen w ciągu XIX w. Intensywnie rozbudowywana w początkach XX w. (m.in. według projektów Fritza Heitmanna, pełna zieleni, należy dziś do najlepiej zachowanych i interesujących części miasta. Rozciągała się od Lawsker Allee (obecnie ru: Prospekt Pobiedy - Проспект Победы) na południu do Hammerweg (obecnie Prospekt Mira - Проспект Мира) na północy. Przy Lawsker Alle wzniesiono katolicki kościół św. Wojciecha, czasem zalicza się do dzielnicy ewangelicki kościół Luizy, tu powstał nowy gmach Akademii Sztuk Pięknych (1916-1919, proj. Friedrich Lahrs, wystrój rzeźbiarski Stanislaus Cauer) (niekiedy zaliczany do dzielnicy Ratshof). Przy Prospekcie Mira, na terenie dawnego cmentarza, w latach 90. XX w. zbudowano ewangelicko-luterański kościół Zmartwychwstania.